# 505 v.Chr.
Het jaar 505 v.Chr. is een jaartal volgens de christelijke jaartelling.

## Gebeurtenissen

### Perzië
- De verdreven Atheense tiran Hippias, vestigt zich in Sardis en vraagt koning Darius I om hulp. Hij dwingt Athene hem op de troon te herstellen.

### Italië
- In Rome worden de eerste twee consuls aangesteld volgens de antieke traditie.
- Aristodemos van Cumae verslaat de Etrusken nabij Aricia.

### China
- Tang wordt door Chu ingelijfd.
- Yuanchang van Yue neemt wraak op Helü van Wu voor de vernietiging van Zuili. Hij mobiliseert zijn troepen en valt Wu aan terwijl het leger van Wu in Chu is.[1]